# Saint-Senier-sous-Avranches
Saint-Senier-sous-Avranches ist eine französische Gemeinde mit 1.426 Einwohnern (Stand 1. Januar 2022) im Département Manche in der Region Normandie. Die Gemeinde gehört zum Arrondissement Avranches und zum Kanton Isigny-le-Buat.

## Geographie
Saint-Senier-sous-Avranches liegt etwa 51 Kilometer südsüdwestlich von Saint-Lô und etwa drei Kilometer östlich des Stadtzentrums von Avranches. Die Sée begrenzt die Gemeinde im Norden. Umgeben wird Saint-Senier-sous-Avranches von den Nachbargemeinden Ponts im Norden, Tirepied-sur-Sée mit Tirepied im Nordosten, Saint-Brice im Osten und Nordosten, La Godefroy im Osten, Saint-Ovin im Osten und Südosten, Saint-Loup im Süden und Südosten, Saint-Martin-des-Champs im Süden sowie Avranches im Westen.

## Bevölkerungsentwicklung
| Jahr                       | 1962 | 1968 | 1975 | 1982 | 1990 | 1999 | 2006 | 2018 |
| Einwohner                  | 390  | 391  | 516  | 948  | 981  | 967  | 1158 | 1433 |
| Quellen: Cassini und INSEE |      |      |      |      |      |      |      |      |

## Sehenswürdigkeiten

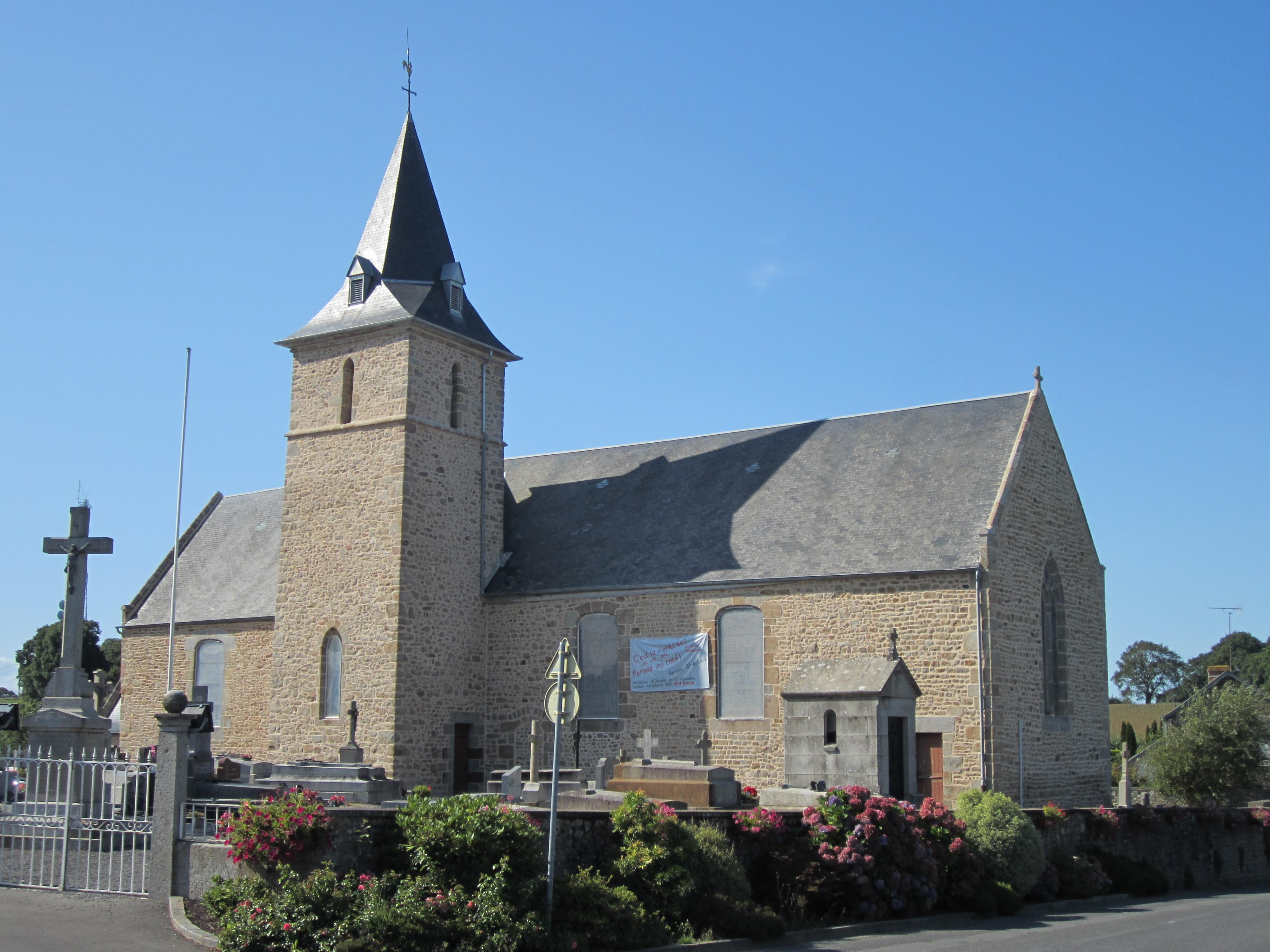
Kirche Saint-Senier

- Kirche Saint-Senier